# Igbo (musik)
Igbo (musik) (igbo: 'Egwu nkwa ndi Igbo') er musik af Igbo-foket, som er naturligt hjemmehørende i det sydøstlige del af Nigeria.
Igbo-musik er generelt livlig, optimistisk og spontan og skaber en bred vifte af lyde. Nogle meget populære Igbo-musik stilarter er  Odumodu og  Waka.
Tromler spiller en meget vigtig rolle i Igbo musik. Historisk set blev tromler brugt som en form for hypnose af tilhøreren; dette kan ses i de traditionelle Ekpo/Mmanwu danse. 
Gong-instrumentet "Ogene" er et meget populært Igbo-instrument.
Andre populære instrumenter er Ekwe, en type af tromlen og Udu.